# Herzzentrum Dresden
Das Herzzentrum Dresden ist eine Universitätsklinik für Herz- und Kreislauferkrankungen. Die Klinik bietet eine kardiologische und herzchirurgische Versorgung für Erwachsene und verfügt über 220 Planbetten. Sie ist zudem ein zertifiziertes Brustschmerz- und Transplantationszentrum.

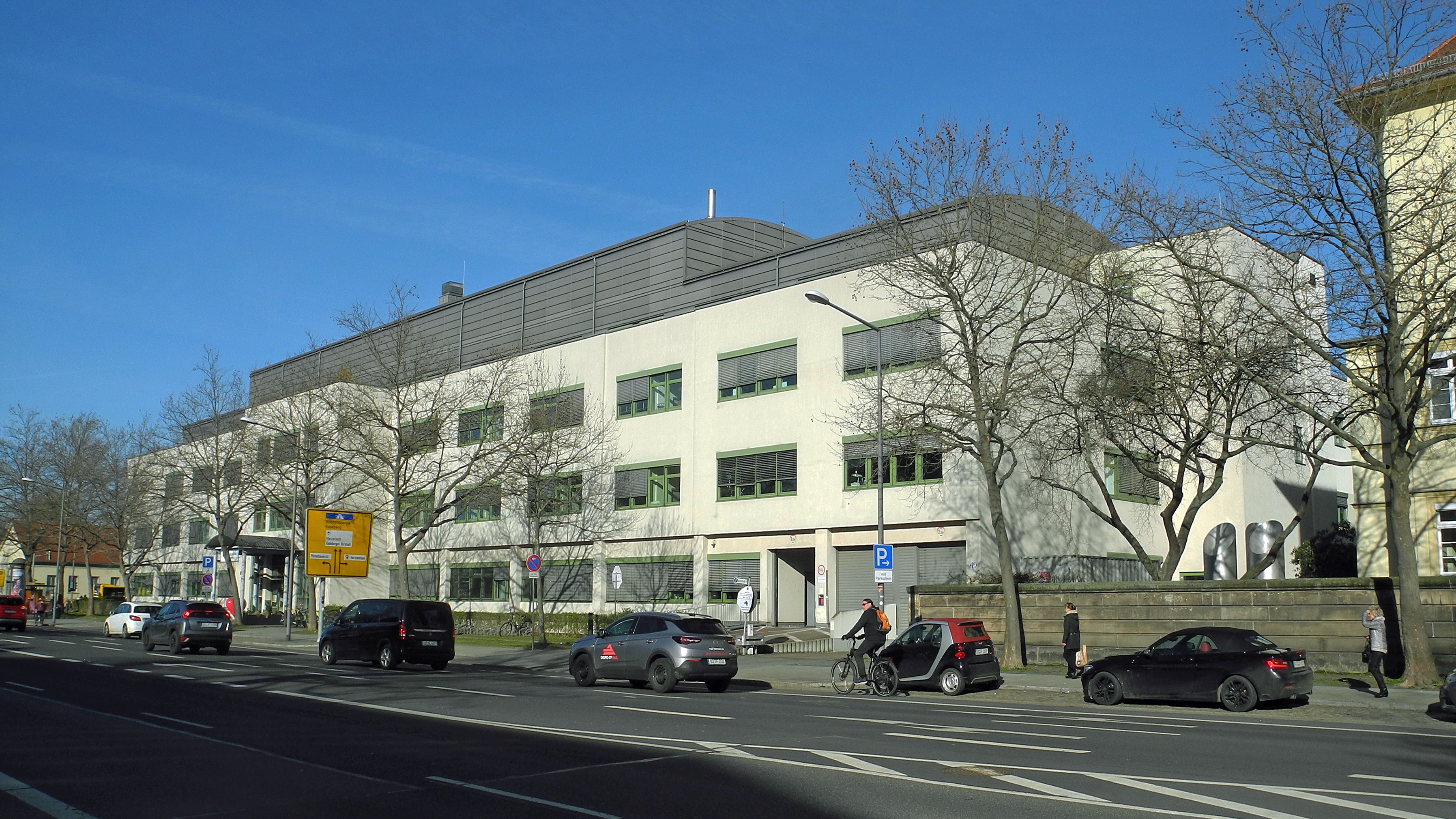
Herzzentrum Dresden in der Fetscherstraße 76

Das Herzzentrum Dresden verfügt über vier Operationssäle, vier Linksherzkatheter-Messplätze und einen interdisziplinär genutzten Hybrid-Operationssaal. Es führt stationäre und ambulante Behandlungen durch (27.000 Patientinnen und Patienten jährlich).Es erfolgen rund 7.000 kardiologische Interventionen und 3.500 Operationen. Mehr als 1.000 akute Herzinfarkte werden jährlich im Brustschmerzzentrum, der sogenannten Chest Pain Unit (CPU) versorgt.
Als Universitätsklinik ist das Herzzentrum Dresden in die Fort- und Weiterbildung von medizinischem Personal und Pflegekräften sowie in die Ausbildung von Studierenden eingebunden. Durch die Arbeit des Herzzentrums Dresden in den Bereichen Forschung und Lehre an der Technischen Universität Dresden werden Synergien von Innovation und Versorgungsmedizin gefördert. Das Herzzentrum Dresden ist Teil der Universitätsmedizin Dresden des Universitätsklinikums Carl Gustav Carus Dresden.

## Geschichte
Im Februar 1992 wurde ein gemeinnütziger Verein, der Herz- und Kreislaufzentrum e. V., als privater Träger für ein geplantes Herzzentrum gegründet. Am 10. Januar 1995 fand die erste Herzoperation am Herzzentrum Dresden statt, am 11. Mai 1995 die erste Herztransplantation. Seit 2002 ist die Sana Kliniken AG der Träger des Herzzentrums. Geschäftsführer ist Oliver Wehner (seit 2023). Ärztlicher Direktor ist Axel Linke (seit 2017).

## Kliniken, Institute und Abteilungen
Das Herzzentrum Dresden besteht aus 2 Kliniken, einer Abteilung und einem Institut.
- Klinik für Herzchirurgie: In der Klinik für Herzchirurgie werden jährlich etwa 3.500 Eingriffe am Herzen durchgeführt. Direktor der Klinik ist Klaus Matschke.
- Klinik für Innere Medizin und Kardiologie: Die Klinik für Innere Medizin und Kardiologie versorgt erwachsene Patientinnen und Patienten mit Herz-Kreislauferkrankungen und allen Schweregraden von Erkrankungen der herznahen Gefäße. Direktor der Klinik ist Axel Linke.
- Abteilung für Rhythmologie innerhalb der Klinik für Innere Medizin und Kardiologie: Die Abteilung widmet sich der Diagnostik und Therapie von Patientinnen und Patienten mit Herzrhythmusstörungen. Sektionsleiter ist Sergio Richter.
- Institut für Kardioanästhesiologie: Das Institut stellt die anästhesiologische Versorgung bei rund 3.500 Narkosen pro Jahr sicher, davon etwa 2.200 unter Einsatz der Herz-Lungen-Maschine. Direktor des Instituts ist Jens Faßl.

## Lage
Das Herzzentrum Dresden Universitätsklinik befindet sich auf dem Gelände des Universitätsklinikums Carl Gustav Carus Dresden an der Ecke Fetscherstraße / Pfotenhauer Straße.

## Neubau
Im November 2023 hat der Freistaat Sachsen einen Fördermittelbescheid über 150 Millionen Euro Fördermittel für einen Neubau des Herzzentrums zugestellt. Die Gesamtmaßnahme über etwa 300 Millionen Euro wird anteilig von der Sana Kliniken AG getragen.
Der Neubau wird an der Ecke Blasewitzer Straße / Fetscherstraße errichtet und soll bis 2029 fertiggestellt sein. Geplant ist ein dreistöckiges Gebäude mit etwa 220 Betten, mehreren Operationssälen, Herzkatheterlaboren sowie Bereichen für bildgebende Diagnostik und Forschung. Zudem sind eine zentrale Notaufnahme, eine Aufbereitungseinheit für Medizinprodukte und ein Rettungshubschrauberlandeplatz vorgesehen. Der Baustart ist für 2025 geplant.